# Episodi di Blanca (seconda stagione)
La seconda stagione della serie televisiva Blanca, composta da 6 episodi, è stata trasmessa in prima visione e in prima serata su Rai 1 dal 5 ottobre al 9 novembre 2023. Il primo episodio è stato pubblicato in anteprima su RaiPlay il 3 ottobre, tutti gli episodi sono disponibili in streaming.
| nº | Titolo                   | Prima TV        |
| -- | ------------------------ | --------------- |
| 1  | Sotto attacco            | 5 ottobre 2023  |
| 2  | Il ladro di cani         | 12 ottobre 2023 |
| 3  | Angolo cieco             | 19 ottobre 2023 |
| 4  | Fumo negli occhi         | 26 ottobre 2023 |
| 5  | Il cacciatore di bambini | 2 novembre 2023 |
| 6  | La bomba                 | 9 novembre 2023 |

## Sotto attacco
- Diretto da: Jan Maria Michelini
- Soggetto e sceneggiatura di: Mario Ruggeri e Francesco Arlanch

### Trama
Blanca, dopo aver fatto visita a Sebastiano nel carcere di Marassi, accompagna Liguori in un supermercato dove è stata segnalata una rapina. Mentre il poliziotto appura che si è trattato di un falso allarme, la giovane fuori è coinvolta nell'esplosione di un'autobomba ma rimane praticamente illesa. Poco dopo esplodono altre due volanti in città, e si inizia a pensare a un bombarolo seriale che la stampa chiamerà Polibomber; questo fa una chiamata anonima in commissariato chiedendo di parlare con Blanca.
Intanto la ragazza al processo contro Sebastiano testimonia in suo favore, conscia del fatto che si è fatto 15 anni di carcere da innocente per la morte di sua sorella; Liguori la rimprovera perché sospetta che il bombarolo possa essere un complice di Sebastiano.
Si sospetta che il responsabile possa essere un meccanico di nome Danilo Baffi, il quale lavora in un'officina convenzionata con la polizia e perciò avrebbe potuto piazzare gli esplosivi all'interno delle auto; il ragazzo nega e anche Blanca esclude che possa essere stato lui dato che ha un accento diverso dalla persona che le ha telefonato. Poco dopo avviene un'altra esplosione proprio fuori dal commissariato che causa la morte dell'agente Barletti, mentre Liguori finisce in ospedale con problemi di udito. I nuovi sospetti ricadono su Antonio Parodi, un antiquario che potrebbe avercela con la polizia, secondo lui colpevole di essere arrivata tardi nel suo negozio quando fu uccisa sua moglie durante una rapina. Ascoltando le conversazioni (l'uomo parla col fantasma della moglie) e tracciando gli spostamenti dell'uomo, la polizia capisce che Parodi sta per farsi saltare in aria dentro a una trattoria frequentata da molti agenti, ma un cecchino gli spara appena in tempo mentre Bacigalupo porta via la bomba gettandola in un tombino nei pressi di Palazzo San Giorgio, dove esplode senza fare grossi danni.
Durante la conferenza stampa, Blanca riceve i complimenti per il lavoro svolto da parte del Presidente della Repubblica. Tuttavia la squadra non può ritenersi soddisfatta poiché Parodi nega di essere il famoso Polibomber, afferma di essere il responsabile dell'attentato davanti al commissariato San Teodoro, ma non di quelli precedenti alle volanti e si scusa per l'agente morto.
Blanca è preoccupata per le condizioni di Lucia, perché la ragazzina vive da sola ormai da tre settimane dopo la partenza del padre e così decide di coinvolgere gli assistenti sociali. Leone Ferrando, entrando in casa di Blanca, scopre che ad aiutare la figlia con le faccende domestiche con una nuova identità è la ex moglie Nadia, la quale aveva fatto perdere le proprie tracce anni prima quando la ragazza si trovava in ospedale; Nadia promette a Leone che dirà la verità a Blanca. Sebastiano esce dal carcere. Intanto il vero bombarolo pensa alla prossima mossa.
- Altri interpreti: Alessandro Federico (Antonio Parodi), Carlo Sciaccaluga (Ivan Scarabotti), Enrico Oetiker (agente Barletti), Dario Manera (Amilcare Baroni), Manuel Ricco (Danilo Baffi), Giulia Petrungaro (figlia di Parodi), Antonio Ornano (Gianni Ottonello), Roberta Volponi (Blanca a 12 anni), Renato Biasizzo (avvocato Colombo).
- Ascolti: telespettatori 4 041 000 – share 23,20%[3].

## Il ladro di cani
- Diretto da: Jan Maria Michelini
- Soggetto e sceneggiatura di: Mario Ruggeri e Francesco Arlanch

### Trama
Sebastiano va a vivere a casa di Blanca e trova lavoro come lavapiatti nella trattoria di Amilcare Baroni, ma quando viene sorpreso a mangiare con lei all'interno del locale nel giorno di chiusura, viene licenziato.
Nel Parco delle Mura viene ritrovato il cadavere di un ragazzo azzannato probabilmente dal proprio cane: si chiama Marco Piazza e fa parte di un gruppo di animalisti frequentato dalla figlia di Bacigalupo, Carlotta. La squadra del commissariato San Teodoro indaga quindi su un giro di combattimenti clandestini gestito da Maurizio Alvi, scoprendo che è stato uno dei suoi cani a sbranare Piazza. Quando Alvi viene trovato morto, i sospetti ricadono prima sul figlio Giovanni e poi sulla madre del ragazzo, che lo aveva ricattato ottenendo dei soldi in cambio del silenzio sulla morte di Piazza; infine viene arrestata la tutrice di Giovanni, la quale confessa di avere ucciso l'uomo dopo una lite relativa al futuro del figlio.
Blanca intanto si districa tra alcune questioni personali spinose: manda via da casa sua quella che scopre essere sua madre, Lucia finisce dalle suore e inizialmente la rifiuta poiché si sente tradita, mentre la vicinanza con Sebastiano scatena la gelosia di Liguori. Anche Blanca però è un po' gelosa, perché nella vita dell'ispettore è ricomparsa Veronica Alberici, una sua vecchia fiamma che ora lavora come avvocato per sua madre, Livia. Blanca riceve poi un pacco bomba recapitatole dal Polibomber come avvertimento. Alla fine Sebastiano rimane a lavorare nella trattoria di Baroni, convinto dalle referenze positive di Bacigalupo, mentre Blanca si riappacifica con sua madre.
- Altri interpreti: Giovanni Maini (Giovanni Alvi), Alberto Onofrietti (Maurizio Alvi), Carlo Sciaccaluga (Ivan Scarabotti), Dario Manera (Amilcare Baroni), Isabella Mottinelli (Beatrice "Bea" Ferrando), Gaia Garaventa (Carlotta Bacigalupo), Roberta Volponi (Blanca a 12 anni), Monica Codena (tutrice di Giovanni Alvi), Caterina Casini (assistente sociale), Lucia Lorè (madre di Giovanni Alvi).
- Ascolti: telespettatori 3 823 000 – share 23,30%[4].

## Angolo cieco
- Diretto da: Jan Maria Michelini
- Soggetto di: Ivano Facchin e Giovanni Galassi
- Scritto da: Mario Ruggeri, Francesco Arlanch, Ivano Facchin e Giovanni Galassi

### Trama
Blanca indaga sulla morte del fotografo Vannucci, ucciso allo stadio Luigi Ferraris durante una partita della Sampdoria alla quale ha assistito insieme a Sebastiano, quando la sua amica Stella arriva a Genova per presentarle il nuovo fidanzato che, coincidenza vuole, è uno steward coinvolto nel caso, Federico Raponi. Stella viene picchiata per strada e finisce in ospedale. Si scopre che il lavoro del ragazzo allo stadio era solo una copertura per un'attività di spaccio. Vannucci sarebbe stato ucciso poiché aveva scattato delle fotografie a un latitante napoletano presente allo stadio: Pireni, che viene poi arrestato durante la successiva partita di Coppa Italia. Blanca però dall'odore di un fumogeno capisce che il vero assassino di Vannucci è il suo collega Ciavoni il quale confessa di avere ucciso il fotografo perché non voleva pubblicare le foto del latitante, così da far fare il salto al loro giornale, bensì consegnarle alla polizia.
Sul fronte sentimentale per Blanca non mancano le schermaglie con Liguori, che comincia a frequentare Veronica, mentre lei si avvicina sempre di più a Sebastiano. Quest'ultimo a San Fruttuoso avvicina il padre di Blanca nel tentativo di riappacificarsi con lui dopo tanti anni; una sera Leone si presenta a sorpresa a casa di Blanca cenando insieme a lei, a Sebastiano e alla moglie Nadia. Successivamente il cuoco decide di andarsene perché quando sta con Blanca ripensa a Bea. Lucia ha sempre bisogno di Blanca come punto di riferimento anche ora che sta dalle suore. Un giorno Polibomber si rifà vivo con Blanca minacciando di fare esplodere un'altra bomba, questa volta nelle giostre sotto la ruota panoramica del porto antico: si tratta però solo di un falso allarme dato che vengono sparati solamente dei fuochi d'artificio.
- Altri interpreti: Simone Borrelli (Federico Raponi), Alberto Giusta (Ciavoni), Alessandro Mor (Vannucci), Laura Cravedi (Giulia Vannucci), Martina Limonta (caporedattrice Costa), Carlo Sciaccaluga (Ivan Scarabotti), Dario Manera (Alberico Baroni), Isabella Mottinelli (Beatrice "Bea" Ferrando) Caterina Casini (assistente sociale).
- Ascolti: telespettatori 3 970 000 – share 22,90%[5].

## Fumo negli occhi
- Diretto da: Michele Soavi
- Soggetto di: Umberto Gnoli
- Scritto da: Alberto Vignati e Lorenzo Righi

### Trama
Il caso dell'attentatore è ufficialmente riaperto, e per affrontarlo viene istituita un'unità di crisi guidata da Paolo Sivori, capo della DIGOS. Blanca si divide tra questo e un omicidio, quello di Yuri Campana, addetto alla manutenzione del cimitero di Staglieno; l'unica testimone è la giovane non vedente Arianna Danili, la quale finisce per smascherare il responsabile del cimitero, Tommaso Farini, patrigno ed anche assassino della sua amica Camilla Ferri. Per farlo confessare, Arianna gli fa credere che i suoi occhiali siano dotati di una telecamera che lo ha ripreso mentre fuggiva dopo l'omicidio di Yuri. 
Veronica consegna a Michele i documenti per la vendita della barca di famiglia su richiesta di sua madre Livia: inizialmente l'ispettore non ne vuole sapere, essendo quello l'unico ricordo che lo lega a suo padre, ma poi, anche grazie al consiglio di Blanca, cambia idea quando scopre che la madre è malata di cancro. Michele così concede a Blanca un ultimo giro in barca prima che venga venduta, e nello stesso momento lei riceve la notizia dell'affidamento di Lucia; per l'entusiasmo Blanca finisce col cadere in mare, Michele la ripesca e i due finiscono per baciarsi.
Intanto Sebastiano si mette nei guai, poiché mettendosi sulle tracce del Polibomber viene prima picchiato da alcuni criminali complici dell’attentatore e poi, recatosi nel covo di Polibomber, viene arrestato dagli agenti della DIGOS, i quali pensano che sia proprio lui l’attentatore misterioso. L'episodio si chiude con Nadia, la madre di Blanca, che si incontra per strada con l'attentatore Polibomber; i due confermano i loro propositi e si scambiano un bacio appassionato.
- Altri interpreti: Raffaele Esposito (Paolo Sivori), Anna Bisciari (Arianna Danili), Mauro Cardinali (Tommaso Farini), Rita Castaldo (Simona), Carlo Sciaccaluga (Ivan Scarabotti), Yuri Casagrande Conti (Yuri Campana), Caterina Casini (assistente sociale), Alice Pagotto (agente DIGOS), Francesco Nutini (Giacomo), Gianmaria Martini (Vincenzo), Sara Cianfriglia (madre di Camilla Ferri), Sandra Ceccarelli (Livia Timperi).
- Ascolti: telespettatori 3 842 000 – share 21,40%[6].

## Il cacciatore di bambini
- Diretto da: Michele Soavi
- Soggetto di: Mario Ruggeri e Francesco Arlanch
- Scritto da: Alessandro Sermoneta e Claudio Benedetti

### Trama
Si indaga sulla misteriosa aggressione ai danni di un uomo di origini mediorientali, Ismail, avvenuta nel parco di Villa Durazzo-Pallavicini. Si sospetta da subito del filantropo e mercante d'arte Samuele Fares, visto che suo figlio Giorgio era stato più volte infastidito dal senza tetto. Proprio per questo si teme inizialmente possa trattarsi di un caso di pedofilia; in realtà il clochard voleva avvicinarsi al bambino perché convinto che sia suo figlio Nadir, rapito quando aveva tre anni e che Fares avrebbe adottato in maniera illegale. Giorgio viene sequestrato da alcuni complici di Fares e tenuto nascosto in un container. Alla fine Fares confessa di essere diventato complice di alcuni trafficanti d'armi per avere in cambio il manufatto originale di una statua antica a cui tiene molto. Il bambino viene poi liberato dai poliziotti mentre Ismail decide di ripartire una volta scoperto, tramite un test del DNA, che in realtà Giorgio non è il figlio tanto cercato per anni.
Intanto, Sebastiano, che era stato precedentemente arrestato perché trovato nel rifugio di Polibomber, viene riconosciuto innocente e rilasciato poiché quest'ultimo telefona mentre Sebastiano è trattenuto. Liguori è di nuovo diviso tra Veronica, con cui ha riscoperto un lato di sé nascosto da tempo, e Blanca, che lo attrae da sempre. Mentre quest'ultima si mette alla prova con Lucia facendo la mamma a tutti gli effetti, una serie di eventi la farà tornare protagonista dell'indagine sull'attentatore. Polibomber si incontra con Nadia al porticciolo di Camogli e si fa dare il numero di cellulare di Blanca per parlare personalmente con lei dato che Sivori, capo della DIGOS, ha deciso di prendere in mano direttamente l'indagine. L'attentatore chiama Blanca nei pressi della basilica di Santa Maria Assunta di fronte a casa sua, quando viene individuato e fermato da Sebastiano. Mentre questi sottrae il cellulare a Polibomber dopo averlo tramortito e dice a Blanca di essere riuscito a fermarlo, il criminale rinviene e lo scaraventa giù dal balcone, uccidendolo sul colpo. Liguori arriva in ritardo cercando di consolare Blanca.
- Altri interpreti: Raffaele Esposito (Paolo Sivori), Mohamed Zouaoui (Ismail), Enrico Lo Verso (Samuele Fares), Romina Mondello (Anita Fares), Carlo Sciaccaluga (Ivan Scarabotti), Alice Pagotto (agente DIGOS) , Espedito Incarnato (Giorgio Fares), Sandra Ceccarelli (Livia Timperi), Hedy Krissane (Ahmed Faisal), Miloud Mourad Benamara (complice di Ahmed Faisal).
- Ascolti: telespettatori 4 002 000 – share 22,60%[7].

## La bomba
- Diretto da: Michele Soavi
- Soggetto e sceneggiatura di: Mario Ruggeri e Francesco Arlanch

### Trama
L'attentatore è ancora pericolosamente a piede libero e Blanca e i colleghi del commissariato San Teodoro, dopo il funerale di Sebastiano, riprendono l'indagine. Polibomber rivede Nadia al porticciolo di Camogli e cerca di tranquillizzarla. L'assistente sociale di Lucia chiama Blanca per dirle che sta riconsiderando l'affido a quel punto Blanca si troverà in mezzo a un terribile dilemma: abbandonare il suo lavoro per Lucia o perdere Lucia?
Polibomber avverte Blanca di voler far scoppiare un'altra bomba alla fiera nautica; Blanca poco dopo, intuisce che la madre è complice dell'attentatore. Per Blanca catturarlo diventa una vera e propria ossessione. Portando avanti l'indagine a qualsiasi costo, anche da sola, Blanca dovrà affrontare i suoi limiti e scegliere chi vuole essere davvero, prendendo decisioni che potrebbero cambiare la sua vita e quella di chi le vuole più bene.
Sivori e la squadra tengono sotto controllo Nadia, riuscendo a sentire la vera voce dell'attentatore. Lucia, avendo sentito il discorso tra Blanca e Nadia riguardo al suo affido, discorso nel quale Nadia consiglia a Blanca di restare in polizia e rinunciare alla ragazzina, finge di dover andare a Cremona in gita con la scuola per scappare di casa.
Polibomber si intrufola nel frattempo in casa di Blanca e fa il backup dell'hard disk del suo computer ma, mentre si appresta ad andarsene, sente una telefonata di Blanca con Stella nella quale la consulente rivela di aver scoperto la verità su sua madre, l'uomo avvisa Nadia e gli agenti che la stavano pedinando la perdono di vista poco dopo. Nadia in visita alla figlia si tradisce tranquillizzando la figlia con la frase "È quasi finita", la stessa che aveva detto Poilibomber e Blanca ha la conferma dei suoi sospetti: l'attentatore in realtà si chiama Raffaele Randi ed è l'altro uomo di cui si era innamorata sua madre. Il vero obbiettivo di Raffaele è Sivori poiché, nel corso di alcuni scontri al porto di Trieste, aveva ordinato una carica sui manifestanti, durante la quale era rimasta uccisa la figlia Frida. Nadia fa finta di abbandonare Blanca al suo destino dopo avere sostituito il suo computer con uno contenente la bomba preparata da Raffaele.
Blanca riceve una telefonata dalla scuola di Lucia e capisce che è scappata, la chiama e la raggiunge alla stazione di Piazza Principe accompagnata dal padre Leone nel tentativo di farle cambiare idea; la ragazzina, però, è decisa a tornare in casa famiglia. 
Il giorno della fiera nautica, Sivori si accorge che il portatile su cui Blanca sta digitando è in realtà spento; a quel punto lei realizza che all'interno c'è una bomba. Scende così dal palazzo nel quale si è radunata l'unità di crisi (composta da Sivori, Bacigalupo, alcuni uomini di Sivori, Liguori, Carità e lei stessa) portando con se il computer, e gira intorno alla fontana di piazza De Ferrari cercando di attirare Raffaele e farlo comparire agli occhi della polizia, infine si tuffa nella fontana con il PC che inaspettatamente non esplode. Nadia la salva, rivelandole che Raffaele la ricattava minacciandola di uccidere la figlia, e che è stata lei stessa a disinnescare la bomba prima di sostituire i computer. Raffaele viene finalmente arrestato così come Nadia.
Blanca perdona la madre ma le promette di andare a trovarla in carcere. Liguori va a vivere con Veronica mentre Lucia, dopo un emozionante discorso di Blanca, si convince finalmente a tornare a vivere con lei.
- Altri interpreti: Raffaele Esposito (Paolo Sivori), Carlo Sciaccaluga (Ivan Scarabotti), Alice Pagotto (agente DIGOS).
- Ascolti: telespettatori 4 439 000 – share 24,30%[8].